# Dekanat Kleszczele
Dekanat Kleszczele – jeden z 6 dekanatów diecezji warszawsko-bielskiej Polskiego Autokefalicznego Kościoła Prawosławnego.

## Parafie
W skład dekanatu wchodzi 11 parafii:
- parafia Matki Bożej Miłującej w Czeremsze
  - cerkiew Matki Bożej Miłującej w Czeremsze
  - cerkiew Świętych Kosmy i Damiana w Czeremsze-Wsi
- parafia Opieki Matki Bożej w Dubiczach Cerkiewnych
  - cerkiew Opieki Matki Bożej w Dubiczach Cerkiewnych
  - cerkiew św. Apostoła Jana Teologa w Jelonce
- parafia Zaśnięcia Najświętszej Maryi Panny w Kleszczelach
  - cerkiew Zaśnięcia Najświętszej Maryi Panny w Kleszczelach
  - cerkiew św. Jerzego w Kleszczelach
  - cerkiew św. Mikołaja w Kleszczelach
  - cerkiew św. Paraskiewy w Dobrowodzie
  - cerkiew św. Marii Magdaleny w Suchowolcach
- parafia św. Mikołaja w Kośnej
  - cerkiew św. Mikołaja w Kośnej
- parafia św. Barbary w Kuzawie
  - cerkiew św. Barbary w Kuzawie
  - cerkiew św. Anny w Wólce Terechowskiej
- parafia św. Barbary w Milejczycach
  - cerkiew św. Barbary w Milejczycach
  - cerkiew św. Mikołaja w Milejczycach
  - cerkiew św. Apostoła Tomasza w Milejczycach
- parafia Narodzenia Najświętszej Maryi Panny w Rogaczach
  - cerkiew Narodzenia Najświętszej Maryi Panny w Rogaczach
- parafia św. Dymitra w Sakach
  - cerkiew św. Dymitra w Sakach
  - kaplica św. Nektariusza w Sakach
- parafia Podwyższenia Krzyża Pańskiego w Werstoku
  - cerkiew Podwyższenia Krzyża Pańskiego w Werstoku
  - cerkiew Narodzenia Najświętszej Maryi Panny w Opace Dużej
  - kaplica św. Męczennika Jerzego Stepaniuka w Policznej[2]
- parafia św. Michała Archanioła w Wólce Wygonowskiej
  - cerkiew św. Michała Archanioła w Wólce Wygonowskiej
  - kaplica św. Serafina z Sarowa w Krasnej Wsi
- parafia Opieki Matki Bożej w Zubaczach
  - cerkiew Opieki Matki Bożej w Zubaczach
  - cerkiew św. Mikołaja Cudotwórcy w Zubaczach
  - cerkiew św. Apostoła Jana Teologa w Połowcach
  - cerkiew Cudu św. Michała Archanioła w Stawiszczach

## Historia
W 1900 był jednym z 26 dekanatów nowo utworzonej Eparchii grodzieńskiej i brzeskiej. W jego skład wchodziły parafie:
- parafia Zaśnięcia Bogurodzicy w Czyżach
- parafia Opieki Matki Bożej w Dubiczach Cerkiewnych
- parafia Zaśnięcia Bogurodzicy w Dubinach
- parafia Zaśnięcia Bogurodzicy w Kleszczelach
- parafia Mikołaja Cudotwórcy w Kośnej
- parafia św. Antoniego Pieczerskiego w Kuraszewie
- parafia Wniebowstąpienia Pańskiego w Nowoberezowie
- parafia św. Michała Archanioła w Orli
- parafia Jana Chryzostoma w Szczytach Dzięciołowie
- parafia św. Michała Archanioła w Wólce

Dekanat został reaktywowany w 1993.